# アリス・ブラウン
アリス・ブラウン (Alice Brown、1960年9月20日-)は、アメリカ合衆国ミシシッピ州出身の陸上競技選手。1984年ロサンゼルスオリンピック及び1988年ソウルオリンピックの金メダリストである。

## 経歴
ブラウンはスタートダッシュが非常に巧みであったため、1984年から1988年までのアメリカの4×100mリレーのメンバーでは、第1走として起用されていた。ロサンゼルスオリンピックでアメリカは、ブラウンの巧ダッシュでスタートからゴールまで他を圧倒。強豪だった東ドイツ、ソ連のボイコットもあって、2位のカナダに1秒以上の歴史的大差をつけ圧勝した。また、ブラウンはこの大会の100mにも出場し、同国のエベリン・アシュフォードに次いで銀メダルを獲得している。
ブラウンは、4年後のソウルオリンピックには4×100mリレーのみの出場であった。この大会は1976年モントリオールオリンピック以来12年ぶりに強豪国が勢ぞろいした大会であった。アメリカチームは1走のブラウン、2走のシーラ・エコルズ、3走のフローレンス・グリフィス＝ジョイナーそしてアンカーのアシュフォードの4選手が、下手糞なバトンパスを補って余りある走力を見せ付け、東ドイツを約1mかわしてゴール。ブラウンは2大会連続の金メダルとなった。